# Langegg bei Graz
Langegg bei Graz là một đô thị thuộc huyện Graz-Umgebung bang Steiermark, nước Áo. Đô thị Langegg bei Graz có diện tích 11,34 km², dân số thời điểm cuối năm 2005 là 804 người.